# 無慈悲な光
『無慈悲な光』（むじひなひかり）は、えのもとぐりむ脚本の戯曲作品。カジの演出、監督により舞台化、映画化がされた。

## 概要
お笑い芸人であるカジがアダルトビデオイベントや関連番組のMCなどでAV女優と接するうち、舞台や演技に興味ありそうな女優に声をかけ企画。原作はえのもとぐりむの書き下ろし作である『マウスの道徳』であり、えのもと自ら登場人物をすべて女性に置き換え脚本提供している。
舞台『無慈悲な光』として2019年7月4日から7日まで、東京・下北沢Geki地下Libertyで上演。
2020年10月23日に映画化を発表。舞台版の演出であるカジが映画初監督。
会見ではカジが「セクシー女優という仕事柄、『演技とかできないんじゃないか』といった偏見を持っている方がいるかもしれませんが、演技できるところをみんなに見てほしい」、「（AV女優側にも）セクシーな表現以外もできることを自信にしてほしい」、「僕はセクシー女優さんたちと、まったくエロくないものを作りたいという気持ちがあってこの映画の製作を決めました」と偏見の払しょくを意図したキャスティングであったことを明かし、映画版でも舞台版の配役を概ね踏襲する
2021年2月18日、映画制作会見で医者役として登壇した加藤ももかが所属事務所とのトラブル（事務所退所）から降板を発表。また代役として久留木玲の出演、これに伴う一部配役の変更が発表された。
2021年6月1日、完成披露試写会が開催された。2021年8月22日にシネマート新宿で劇場公開開始。同年11月19日よりロードショー公開。
2022年3月、東京神田神保町映画祭2021・ブルックリンサイファイフィルムフェスティバル部門ノミネート。ハンブルク日本映画祭賞。
舞台版は2023年6月13日 - 18日、東京・高田馬場ラビネストにて咲田雄作演出にて再演される。

## あらすじ
無機質な研究所の一室に集められたのは人間と同じ姿をした5匹の実験動物。彼女たちは姿形が人間であるもののマウスであり、彼女らは自分たちは人間だと主張している。最後の実験は安楽死。この物語は彼女らに行われた無慈悲な実験の記録である。

## 登場人物
M01
演 ‐ 加藤あやの
もっともノーマルな実験体。つぼみ演じる科学者（映画版では研究者）とは実姉妹。人形を持っている。
映画版では「自信がない」という設定が加えられている。
M02
演 ‐ あべみかこ
無口でスケッチブックに絵を描く実験体。真っ白な身体を持つアルビノ個体。
映画版では役作りのため、実際に眉毛など体毛を脱色した。映画版では好奇心旺盛で幼いキャラクター。
M03
演 ‐ 山岸逢花
自らの運命を進んで受け入れる実験体。あやとりをしている。
M04
演 ‐ AIKA
気弱な性格の実験体。優しい性格で様々な可能性に思慮を巡らせてしまう頭でっかち。「好きな人とキスをする」という本を手に持つ。
M05
演 ‐ 本庄鈴
直感的な性格で、狂暴な実験体。以前の実験では他の個体を殺したことがあるという。
研究員
演 ‐ つぼみ
動物実験を行う科学者（舞台版での役名は「科学者」）。将来の人類のためにと日夜新薬の研究を行い、これに基づいた倫理観のため、はたから見れば冷酷。
医者
演 ‐ 栄川乃亜
映画版のみ登場。舞台版の科学者を分割した役回り。口調は荒く、ぶっきらぼう。当初の役名は「科学者の助手」。
看護師
演 ‐ 久留木玲
映画版のみ登場。舞台版の科学者を分割した役回り。

## スタッフ
- 監督：カジ
- 原作・脚本：えのもとぐりむ
- 演出：GORY[9]
- 製作：佐久間達也[9]
- 撮影：吉沢和晃
- 照明：守利賢一
- 録音：高島良太
- 衣装：鎌田俊春
- 音楽：Starving Trancer　Mard
- 助監督：須田真志
- 制作担当：寺田善彦
- 制作・アエロ
- 協賛：A＆T、MOODYZ、プレミアム、ソフト・オン・デマンド、黒船、ピーターズMAX、kajiproject

## 舞台版音楽
オープニング
- Orbital『The Girl With The Sun In Her Head』

挿入歌
- Aphex Twin『Rhubarb』
- haruka nakamura『Arne』